# Archibald Murray
Sir Archibald Murray (Lingsclaire, Gran Bretaña; 23 de abril de 1860-Reigate, Gran Bretaña; 21 de enero de 1945) fue general del ejército británico.

## Biografía
Murray nació el 23 de abril de 1860. Sus padres eran Charles Murray y Anna Graves. Después de volverse mayor, Archibald Murray decidió unirse al ejército británico. Como tal fue educado en el Royal Military College de Sandhurst y en el Staff College de Camberley. Luego luchó en la guerra anglo-zulú de 1879 y en la segunda guerra anglo-bóer de 1899 a 1902. En 1903, Murray ascendió a coronel y en 1911 a mayor general.

### Primera Guerra Mundial
Al estallar la Primera Guerra Mundial, Murray era jefe de Estado Mayor del líder de la Fuerza Expedicionaria Británica, Sir John French. Sufrió una crisis nerviosa a principios de 1915 y fue reemplazado por Sir William Robertson. 
En 1915, Murray recibió el mando de las fuerzas imperiales en Palestina y, en marzo de 1916, se convirtió en comandante en jefe británico en Oriente Medio. Como tal, influenciado por la derrota británica frente a los turcos en la batalla de Galípoli, que destruyó las esperanzas de derrotarlos rápidamente y por el hecho que había que defender el Canal de Suez de los turcos, Murray decidió expulsarlos del Sinai y de Palestina.
Después de acabar definitivamente con sus esperanzas de tomar el canal en la batalla de Romani en agosto de 1916, Murray, tras varios éxitos, expulsó a los turcos del Sinai después de vencerlos en Rafa el 9 de enero de 1917. Sin embargo, su intento de avanzar en Palestina falló después de dos intentos fallidos de tomar Gaza en marzo y abril de 1917. Eso llevó a su reemplazamiento por Edmund Allenby en junio de 1917.

### Últimos años
Murray sirvió desde entonces en Inglaterra durante el resto de su carrera. Allí se retiró del ejército británico en noviembre de 1922. Finalmente en 1928, Murray, ascendido ya antes a general antes de retirarse, recibió la Orden del Baño. Murió el 21 de enero de 1945 y fue enterrado en el cementerio de Highgate.

## Cultura popular
En la película Lawrence de Arabia (1962), Donald Wolfit interpretó el papel de Archibald Murray.